# Piro Milkani
Piro Milkani est un réalisateur albanais, également scénariste, acteur, peintre, producteur, enseignant, organisateur de festivals et animateur de télévision né le 9 décembre 1939 à Korçë (Royaume albanais) et mort le 24 mai 2025 à Tirana (Albanie).
Il effectue aussi une carrière dans la diplomatie pendant quelques années.

## Biographie
Piro Milkani suit des études secondaires à Korça, puis à Prague dans la section Cinéma de l'Académie des beaux-arts. 

## Filmographie (en tant que réalisateur)
- 1967 : Victoire sur la mort (Ngadhnjim mbi vdekjen) avec Gëzim Erebara
- 1969 : Përse bie kjo daulle
- 1971 : Kur zbardhi një ditë
- 1974 : Shtigje lufte
- 1975 : Çifti i lumtur
- 1976 : Zonja nga qyteti
- 1977 : Shembja e idhujve
- 1979 : Ballë për ballë avec Kujtim Çashku
- 1981 : Në kufi të dy legjendave
- 1982 : Besa e kuqe
- 1983 : Fraktura
- 1985 : Në prag të jetës
- 1988 : Le Printemps n’arrive pas seul (Pranvera s'erdhi vetëm)
- 1990 : Ngjyrat e moshës
- 2008 : Smutek paní Snajderové coréalisé avec Eno Milkani